# Zapolle (rejon orszański)
Zapolle (biał. Заполле; ros. Заполье, Zapolje) – agromiasteczko na Białorusi, w obwodzie witebskim, w rejonie orszańskim, w sielsowiecie Mieżawa, przy linii kolejowej Orsza – Lepel.